# 마젤란피그미쌀쥐
마젤란피그미쌀쥐 또는 파타고니아피그미쌀쥐(Oligoryzomys magellanicus)는 비단털쥐과 피그미쌀쥐속에 속하는 설치류이다. 티에라델푸에고 제도와 기타 외딴 섬들을 포함한 아르헨티나와 칠레 남단에서 발견된다. 핵형은 2n=54와 FNa=66이다.

## 분류학
마젤란피그미쌀쥐가 별도의 완전한 종으로 간주해야 하는지 아니면 긴꼬리피그미쌀쥐의 아종으로 간주해야 하는지 논쟁이 있었다. 1990년 갈라도(Milton H. Gallardo)와 팔마(Eduardo Palma)가 "남근 형태와 핵형, 형태 측정 정보"에 기초하여 유효종으로 동정했다.

## 특징
마젤란피그미쌀쥐 몸길이는 꼬리 길이와 거의 같다. 상당히 큰 귀는 둥글고 양 쪽 표면에 털이 덮여 있다. 등 쪽 털은 회색비 담황색을 띠고, 배 쪽은 희끄무레하다. 앞발과 뒷발 윗면은 희다. 발톱 끝 넘어로 흰 털뭉치가 이어진다. 꼬리는 가늘고 길며 털이 없다.

## 생태

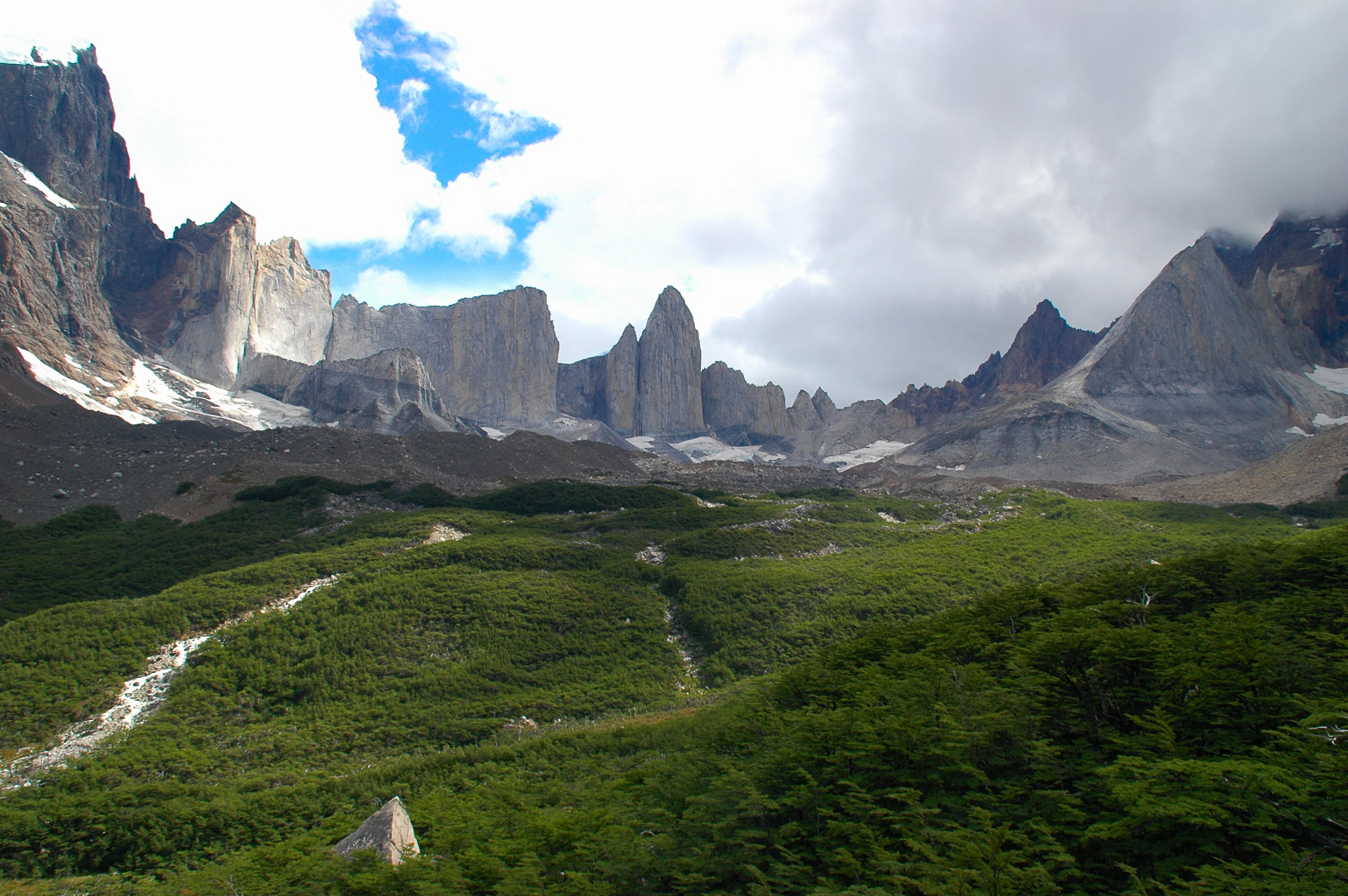
토레스 델 파이네 국립공원의 프렌치 공원

피그미쌀쥐속의 다른 종처럼, 마젤란피그미쌀쥐는 씨앗과 열매, 곤충을 먹는 것으로 추정된다. 숲에서 발견되며 올리브풀밭쥐와 같이 곳에서 서식하지만, 앞이 트인 팜파스 지역 또는 관목 지대에서는 서식하지 않는다. 마젤란피그미쌀쥐가 발견되는 곳 중 하나는 칠레 파타고니아 남부의 토레스 델 파이네 국립공원이다.

## 보전 상태
마젤란피그미쌀쥐는 티에라델푸에고 제도에서 흔하게 볼 수 있지만 더 북쪽에 국한되어 서식한다. 특별한 멸종 위협 요인이 없고 분포 지역이 넓으며, 여러 보호 지역에서 발견되기 때문에 국제 자연 보전 연맹(IUCN)이 보전 등급을 "관심대상종"으로 분류하고 있다.